# Neumětely (tvrz)
Neumětely jsou zaniklá tvrz v okrese Beroun. Existovala pravděpodobně od konce čtrnáctého století do druhé poloviny patnáctého století. Dochovala se po ní část tvrziště na jihozápadním okraji Velkého rybníka.

## Historie
Tvrz byla založena nejspíše na konci čtrnáctého století, když velkou část vesnice získal zbraslavský klášter. Na počátku husitských válek o ni přišel a pražané ji věnovali Janu Prčkovi. Později se stala karlštejnským manstvím. Po skončení husitských válek se vesnice navrátila do držení kláštera a jeho opat Jan tvrz zastavil za 140 kop pražských grošů Vaňkovi z Mostu. Od něj ji koupili bratři Václav a Oldřich z Valtířova. Koupi potvrdil roku 1460 král Jiří z Poděbrad. Dalším majitelem se na krátkou dobu stal Václavův syn Bohuslav, který pusté tvrziště roku 1485 přenechal jako součást věna své dceři Dorotě provdané za Zdeňka z Koněprus. Na počátku šestnáctého století bylo neumětelské panství připojeno k Libomyšli.

## Stavební podoba
Tvrziště se nachází jižně od vesnice. Mívalo tvar sedmiúhelníka s průměrem až 75 metrů. Původně bylo obehnané ze všech stran vodním příkopem a valem, který byl koncem devatenáctého století rozvezen a použit k částečnému zasypání příkopu. Příkop se tak dochoval jen na východní a částečně na jižní straně.